# きゅっきゅぽん
きゅっきゅぽん（9月16日 - ）は、日本の漫画家。福岡県田川郡福智町出身。武蔵野美術大学日本画学科卒業。

## 来歴
2012年、大学在学中にゲッサン新人賞準グランプリ（『ばさらか！吹部マーチ』）と新人コミック大賞入選（『タキさんちのスパイ』）を同時受賞しプロデビュー。
2014年、『ゲッサン』にて『BOY MEETS!～タヌキネコの国～』を連載開始。同年完結。
2016年、『ゲッサン』にて『星間ブリッジ』を連載開始。2018年完結。
2019年、『ゲッサン』にて『Bowing! ボウイング』を連載開始。2022年完結。

## 人物
ペンネームは昔実家で手なずけていたノラ猫の名前からとった。

## 作品

### 連載
- BOY MEETS! 〜タヌキネコの国〜（『ゲッサン』2014年10月号 - 2015年1月号）
- 星間ブリッジ（『ゲッサン』2016年4月号 - 2018年6月号） - 単行本全4巻
- Bowing! ボウイング（『ゲッサン』2019年10月号 - 2022年10月号） - 単行本全5巻

### 読切
- 優等生新田ちゃんの文化祭（『ゲッサンmini1』2013年4月号別冊付録）
- 平成東京物語（『ゲッサンmini2』2013年7月号別冊付録）
- ぎんがみと八月（『ゲッサンmini3』2013年9月号別冊付録）
- タロウとオフィーリア（『ゲッサンmini4』2013年11月号別冊付録）
- がんばれミヨちゃん! 〜たまに父ちゃん〜（『ゲッサン』2015年9月号[9]）
- きゅっきゅぽん紀行（『ゲッサン』2018年11月号[10]）
- 絵が描けてよかったこと（『ゲッサン10年べっさつ。』ゲッサン2019年6月号別冊付録）
- はらぺこさんぽ（『ゲッサン』2024年7月号[11]、2024年8月号[12]） - 2号連続読切シリーズ[12]

### 受賞作品
- チャーリンのすてきな日ようび（第36回 ゲッサン新人賞佳作）
- タキさんちのスパイ（第71回小学館新人コミック大賞少年部門入選<『ゲッサンweb』2012年12月07日～2013年02月07日掲載>
- ばさらか！吹部マーチ（第42回 ゲッサン新人賞準グランプリ<『ゲッサン』2013年1月号>）